# Mariä Opferung (Rembrücken)

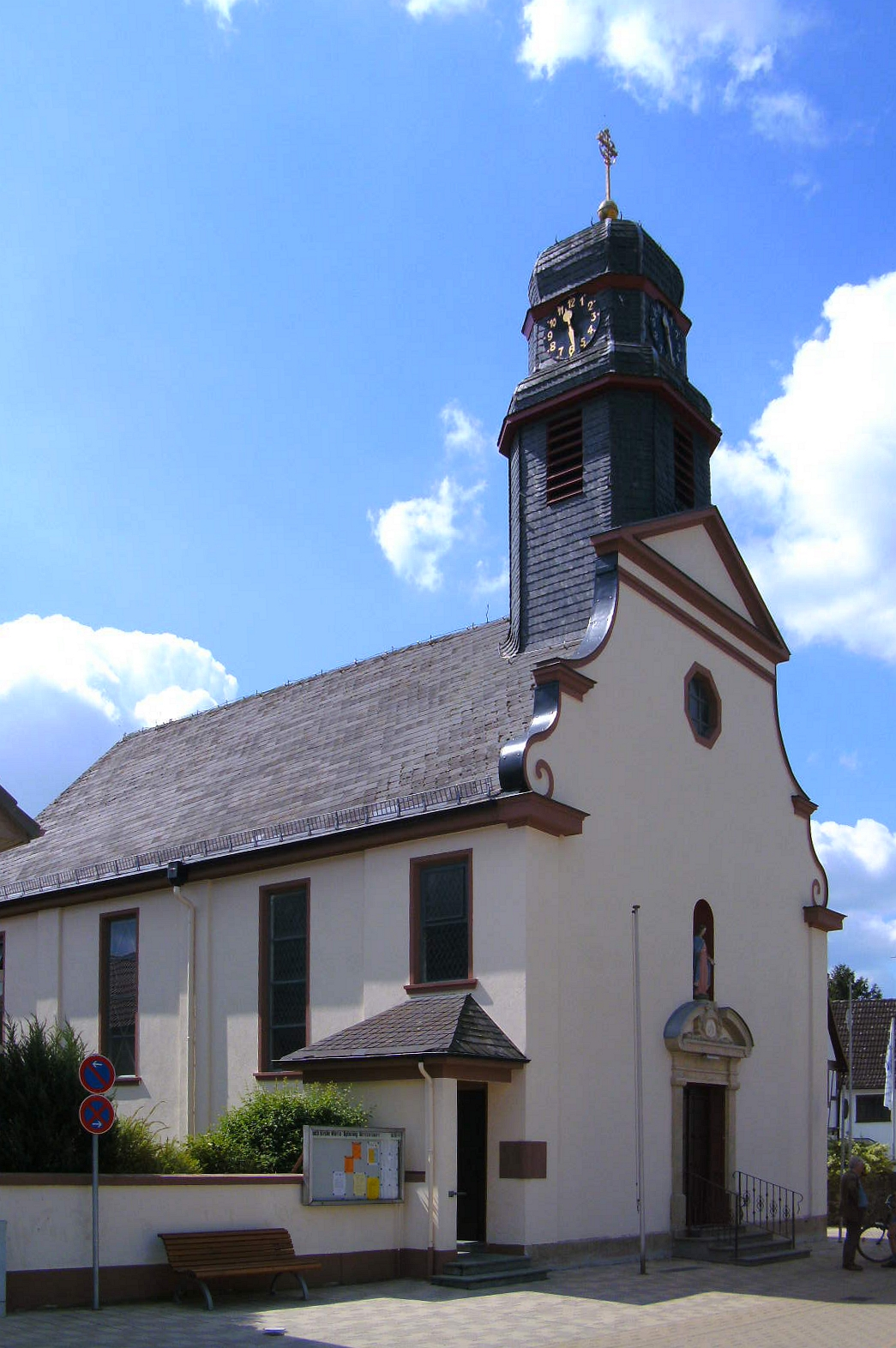
Die katholische Pfarrkirche Mariä Opferung Rembrücken, erbaut 1925–1926

Die römisch-katholische Pfarrkirche Mariä Opferung ist ein unter Denkmalschutz stehendes Kirchengebäude im Heusenstammer Stadtteil Rembrücken in Südhessen. Die Pfarrgemeinde gehört zum Pastoralraum Heusenstamm-Dietzenbach der Region Mainlinie im Bistum Mainz. Die neobarocke Kirche steht unter dem Patrozinium der heiligen Maria und gilt als Wahrzeichen Rembrückens.

## Geschichte

### Die Kapelle von 1756
Wie aus einer Schenkungsurkunde des Hartliebus Bunner aus dem Jahr 1268 hervorgeht, wurde die Bevölkerung Rembrückens anfangs vom Kloster Patershausen kirchlich betreut. Es ist belegt, dass Rembrücken spätestens ab 1477 Filialgemeinde der Pfarrei Weiskirchen war. Da der Ort bis 1756 kein eigenes Kirchengebäude besaß, musste die Bevölkerung zum Gottesdienstbesuch die Pfarrkirche St. Petrus in Ketten in Weiskirchen aufsuchen.
Im Jahr 1756 wurde mit dem Bau der Kapelle Mariä Opferung das erste Kirchengebäude in Rembrücken errichtet. Fundamentreste der Kapelle konnten 2008 bei Bauarbeiten am Rembrücker Dorfplatz aufgedeckt werden. Als Baumaterial dienten im Wesentlichen die zu einem Kaufpreis von 90 Rheinischen Gulden erworbenen Steine der 1755 abgerissenen alten Wallfahrtskapelle auf der Liebfrauenheide bei Klein-Krotzenburg. Der Anbau einer Sakristei folgte nachträglich im Jahr 1864 ebenso wie der Anbau eines Glockentürmchens 1877.
Die Kapelle mit schlichter Fassade wies einen dreiseitigen Chorschluss auf, besaß zwei Rundbogenfenster an ihren Langmauern sowie ein Buntglasfenster über dem südlichen Eingang und eine niedrig gehaltene Empore, die etwa bis zur Mitte des Innenraums der Kapelle reichte. Der Innenraum enthielt sieben Bänke und bot Platz für etwa 50 Gläubige.
1893 erhielt die Kapelle eine in Frankenthal gegossene Glocke mit ungewöhnlich hohem Silbergehalt, welche die Inschrift „SANCTA MARIA B. ORA PRO NOBIS. FRANCISCUS SPRENG. PAROCHUS IN WEISKIRCHEN“ (dt.: Heilige Maria, bitte für uns. Franz Spreng. Pfarrer in Weiskirchen) trägt. Die Glocke dient seit 1974 als Geläut der Trauerhalle des Rembrücker Friedhofs.
In ihrem Inneren beherbergte die Rembrücker Kapelle mit dem Rembrücker Altar (um 1590 gefertigt) ein bauliches Kunstwerk der Renaissance. Der Steinaltar wurde vermutlich für die Kirche des Klosters Patershausen gestiftet und gelangte nach Auflösung des Klosters nach Steinheim (wahrscheinlich in die dortige Schlosskirche). Mit dem Neubau der Kapelle Mariä Opferung gelangte der Altar 1756 nach Rembrücken, wo er bauliche Änderungen erfuhr: Der die Kreuzigungsgruppe enthaltende Mittelteil des Altars wurde entsprechend dem Patronat Mariens durch ein Marienbild ersetzt und stattdessen an der Außenwand der Kapelle angebracht. Zudem wurde aufgrund der geringen Bauhöhe der Kapelle die obere Begrenzung des Steinaltars abgetrennt. Nach dem Abriss der Kapelle 1925 lagerte der Altar einige Jahre in Rembrücken, bis er 1936 in das Diözesanmuseum in Mainz gelangte. Im Zuge des Zweiten Weltkriegs wurde der Rembrücker Altar durch Bombeneinwirkung stark beschädigt. Er galt lange Zeit als verschollen, bis 2008 durch Elmar Götz in den Depots des Diözesanmuseums 23 Einzelteile des Altars als solche identifiziert wurden, die bis 2010 wieder zusammengefügt werden konnten. 2011 folgte bei einem Steinmetz in Heusenstamm eine eingehende Restaurierung. Seitdem befindet er sich als Dauerleihgabe des Diözesanmuseums im Haus der Stadtgeschichte in Heusenstamm.

### Die Kirche von 1926

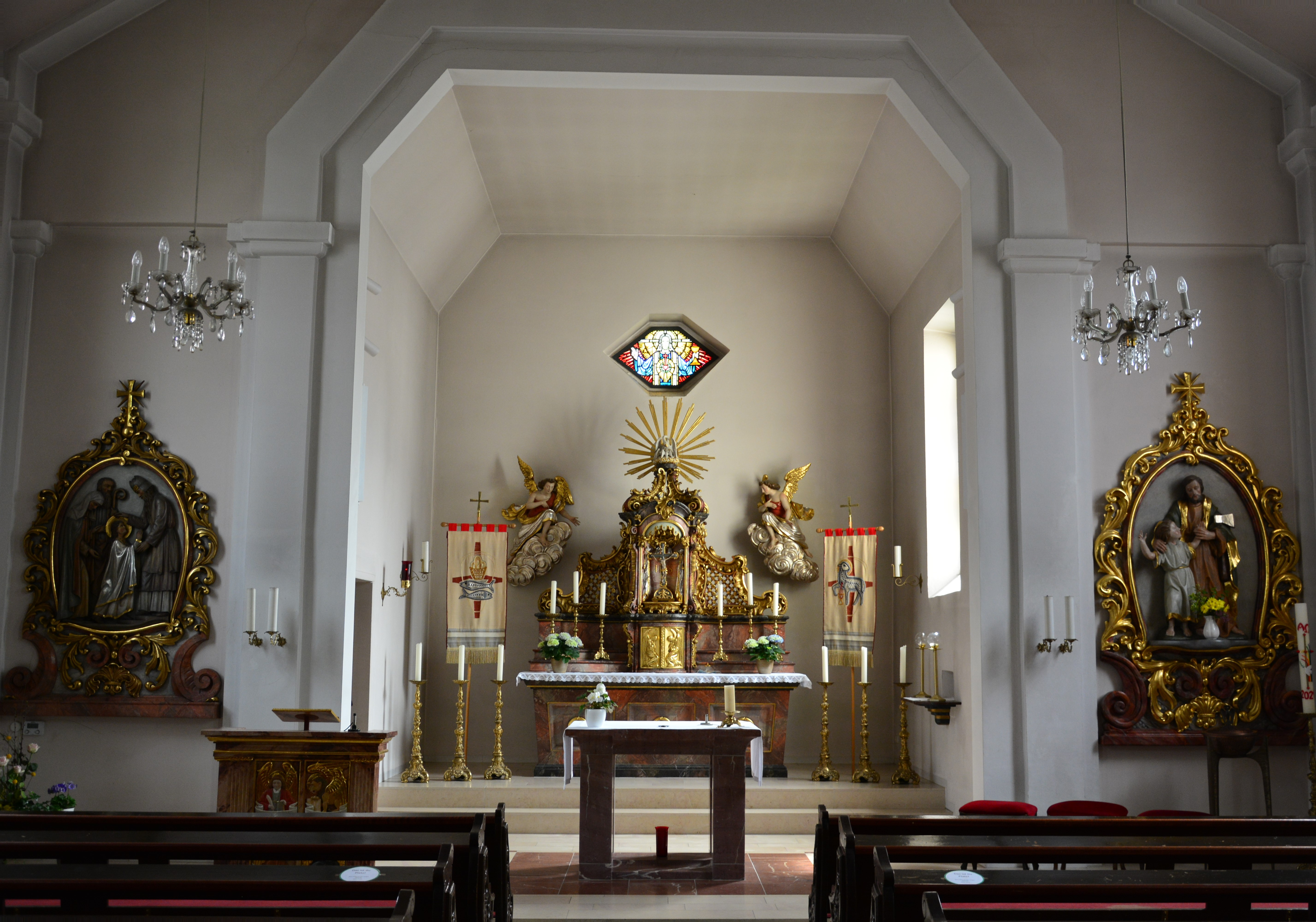
Innenraumansicht der Kirche

Im Jahr 1910 lebten 236 Einwohner in Rembrücken, während die 1756 erbaute Kapelle lediglich Platz für 50 Menschen bot. Da die Bevölkerung Rembrückens fast ausschließlich katholisch und die 1756 errichtete Kapelle mittlerweile baufällig geworden war, schien ein Kirchenneubau oder alternativ eine Vergrößerung der Kapelle unausweichlich.
Im Jahr 1918 wurde durch das Bischöfliche Ordinariat die Einrichtung eines Kirchenbaufonds zur Erweiterung der Kapelle genehmigt, jedoch wurde das angesparte Geld schon kurze Zeit später für die Anschaffung eines neuen Harmoniums verbraucht, das bis in die 1950er-Jahre in Rembrücken Verwendung fand. Die auf den Ersten Weltkrieg folgende Nachkriegszeit verhinderte eine weitere Realisierung der Erweiterungspläne.
Nachdem im Jahr 1922 in Rembrücken ein Kirchenbauverein gegründet worden war, wurden bereits im Januar 1923 die für einen Kirchenneubau entworfenen Baupläne vom bischöflichen Ordinariat in Mainz gutgeheißen. Aufgrund der mit der Hyperinflation 1923 verbundenen Geldentwertung entschied man sich, das bis zu diesem Zeitpunkt angesparte Geld in Baumaterialien zu investieren und diese bis zur Realisierung des Kirchenneubaus zwischenzulagern. Von der Steinheimer Firma Busch wurde im Februar 1923 der alte Barockaltar der Ober-Rodener St.-Nazarius-Kirche für 230.000 Mark erworben. Im Januar 1925 folgte schließlich die endgültige Genehmigung der Baupläne für den Rembrücker Kirchenneubau.
An Pfingstmontag, dem 2. Juni 1925, wurde der letzte Gottesdienst in der alten Rembrücker Kapelle abgehalten. Bereits einen Tag später folgte der Abriss der alten Kapelle. Mit der Grundsteinlegung am 28. Juni 1925 wurden die Bauarbeiten zur Errichtung der neuen Rembrücker Kirche eingeläutet. Dabei wurden die alten Steine des Rembrücker Kapellenbaus wiederverwendet. Ende August 1925 wurde mit der Dacheindeckung des Neubaus begonnen. Am 13. September 1925 wurden aus der Glockengießerei in Frankenthal zwei neue Glocken abgeholt, die vor der Kirche St. Cäcilia in Heusenstamm geschmückt und nach Rembrücken gebracht wurden, wo sie auf dem Schulhof geweiht und im Turm der neuen Kirche aufgehängt sowie erstmals geläutet wurden. Am 17. Oktober 1925 wurde der Hochaltar der Kirche von Steinheim nach Rembrücken transportiert. Trotz unvollendetem Fußbodenbelag und fehlender Bänke wurde die neu errichtete Kirche Mariä Opferung bereits am 18. Oktober 1925 eingeweiht. Erst im Dezember 1925 wurden die von Rembrücker Familien gestifteten Bänke in die neue Kirche gestellt. Zum 1. Januar 1926 wurde die katholische Filialgemeinde Rembrücken mit Hainhausen zur selbstständigen Pfarrkuratie erhoben.
Während des Zweiten Weltkrieges wurden die beiden Glocken von 1925 zum Zweck der Metallgewinnung konfisziert; nur die Glocke aus dem alten Kapellenbau von 1893 blieb erhalten. Anfang der 1950er-Jahre wurde das alte Harmonium durch eine elektrische Orgel ersetzt. 1955 erfolgte die Anschaffung neuer Kirchglocken; die Kapellenglocke wurde abgenommen und bis zu ihrer weiteren Verwendung 1974 aufbewahrt. 1967 erfolgte eine umfassende Renovierung der Kirche. 1974 wurde eine Vergrößerung der Empore vorgenommen, die aufgrund der Anschaffung einer neuen Orgel notwendig geworden war. Ein Jahr später wurde das Geläut der Kirche durch zwei weitere Glocken ergänzt, womit eine Verstärkung des Turms und des Glockenstuhls einherging.